# Josefine Grosse
Josefine Grosse, född 26 oktober 1970 i Berlin, är en tysk före detta handbollsspelare.

## Karriär
Josefine Grosse var niometersspelare och började sin elitkarriär i TSC Berlin. Hon flyttade därifrån till Frankfurt HC 1995. Men 1997 spelade hon återigen i Berlin för SV Berliner VB 49. Josefine Grosse var ett av de stora löftena i tysk damhandboll. 1997 hade hon spelat 58 landskamper. Hon hade aldrig riktigt känt sig hemma i Frankfurt/Oder. Landslagsspelaren Bianca Urbanke stod framför henne som högernia i Frankfurt. Hon ville tillbaka till hemstaden Berlin där hennes föräldrar och pojkvän bodde och hons studerade psykologi vid Humboldt-Universität zu Berlin och skulle ta examen 1998. Hon tillhörde de bättre i tyska ligan 1998. Hon fick också spela ytterligare 6 landskamper. 1999 drabbades hon av en allvarlig skada och tvingades göra ett två år långt skadeuppehåll. Hon kom tillbaka i spel för Berlinarna i februari 2001.
Grosse började sin landslagskarriär med Östtysklands damlandslag och hon vann brons vid världsmästerskapet i handboll för damer 1990. Hon spelade sedan också i det förenade Tysklands damlandslag i handboll. Hon vann en silvermedal vid EM 1994 i Tyskland. Totalt spelade Grosse 64 landskamper och gjorde 101 mål.